# Exline (Iowa)
Exline es una ciudad ubicada en el condado de Appanoose en el estado estadounidense de Iowa. En el Censo de 2010 tenía una población de 160 habitantes y una densidad poblacional de 62,27 personas por km².

## Geografía
Exline se encuentra ubicada en las coordenadas 40°38′57″N 92°50′35″O / 40.64917, -92.84306. Según la Oficina del Censo de los Estados Unidos, Exline tiene una superficie total de 2.57 km², de la cual 2.57 km² corresponden a tierra firme y (0%) 0 km² es agua.

## Demografía
Según el censo de 2010, había 160 personas residiendo en Exline. La densidad de población era de 62,27 hab./km². De los 160 habitantes, Exline estaba compuesto por el 99.38% blancos, el 0% eran afroamericanos, el 0% eran amerindios, el 0% eran asiáticos, el 0% eran isleños del Pacífico, el 0.63% eran de otras razas y el 0% pertenecían a dos o más razas. Del total de la población el 3.13% eran hispanos o latinos de cualquier raza.